# Hewlett Packard HP-200LX
Hewlett Packard HP-200LX (HP-200LX) је био џепни рачунар, производ фирме Хјулит Пакард (Hewlett Packard) који је почео да се израђује у Сједињеним Америчким Државама током 1994. године.
Користио је Intel Hornet - рачунар на чипу базиран на 80186 као централни микропроцесор а RAM меморија рачунара HP-200LX је имала капацитет од 1MB / 2MB / 4MB (прошириво до 64MB). 
Као оперативни систем кориштен је DOS 5.0 (у ROM).

## Детаљни подаци
Детаљнији подаци о рачунару HP-200LX су дати у табели испод.
|                       |                                                                     |
| [ 1 ]                 |                                                                     |
| Произвођач            | Хјулит Пакард                                                       |
| Тип                   | џепни рачунар                                                       |
| Меморија              | 1MB / 2MB / 4MB (прошириво до 64MB)                                 |
| Поријекло             | Сједињене Америчке Државе                                           |
| Година                | 1994                                                                |
| Тастатура             | минијатурна, 80-тастера, qwerty тастатура                           |
| Процесор              | - рачунар на чипу базиран на 80186                                  |
| Фреквенција процесора | 7,91                                                                |
| RAM                   | 1MB / 2MB / 4MB (прошириво до 64MB)                                 |
| ROM                   | 3MB                                                                 |
| Текст                 | 80 стубова x 25 линија                                              |
| Графика               | 640 x 200 тачака                                                    |
| Боја                  | црно и бијело, монитор са текућим кристалом / CGA емулација         |
| Звук                  | мали звучник, више октава                                           |
| Димензије             | 160 (ширина) x 85 (дубина) x 26 (висина) (6 1/4 x 3 1/2 x 1 инча) / |
| Портови               |                                                                     |
| Оперативни систем     | 5.0 (у )                                                            |